# 石川県道227号八野高松線
石川県道227号八野高松線（いしかわけんどう227ごう はちのたかまつせん）は、石川県かほく市内を通る一般県道（石川県道）である。

## 概要
かほく市北部（旧河北郡高松町）を縦断する。起点のあるかほく市八野や隣接する同市瀬戸町、および同市中沼は高松町の前身である羽咋郡南大海村を構成する集落群であり、このうち八野は同村成立の1889年（明治22年）から村役場が置かれた中心地でもあった。当県道は同地区と高松町の中心部である高松とを結ぶ主要道路の1つであり、八野からは大海川に沿って上流部にある羽咋郡河合谷村とを結ぶ「箕打（みうち）往来」の一部でもあった。1905年（明治38年）には道路組合を設立して改修にあたるなど、往来の整備に努めた。一方、現在の中町通りにあたる区間は、黒い瓦屋根と格子戸のある家並みが続くかつての「能登街道」の宿場町であった。藩政時代には、現在の当県道終点近くにあたる宿場町南端には口銭場が設置され、明治時代には同地区から各地へ通じる道路が放射状に整備され、更に大正時代には道路元標が現在のJA石川かほく 高松支店前に設置されるなど、河北郡北部の中心街として栄えた。1877年（明治10年）に御門跡往来が開通すると、往来としての重要性が薄れた。その後も市町村合併を経ながらもなお、高松地区の中心部であり続けており、沿道には上伊丹町商店街や下伊丹町商店街などの各商店街が軒を連ねている。

### 路線データ
- 起点：石川県かほく市八野ホ151番地先（＝国道471号交点）
- 終点：石川県かほく市高松甲17番6地先（＝県道高松交差点、石川県道162号高松内灘線交点、のと里山海道高松IC（石川県道60号金沢田鶴浜線）交点）

## 歴史
- 1960年（昭和35年）10月15日：路線認定。
- 1994年（平成6年）以降、石川県道二ツ屋宇ノ気線と重複していた中沼地内の中沼バス停近くの十字路から内高松交差点に至る重複区間が河北縦断道路（石川県道59号高松津幡線）の整備とともに、当県道も新道部に移った。

## 路線状況
車道は、起点から内高松交差点までの区間、および北陸銀行 かほく支店・かほく市たかまつまちかど交流館（旧北國銀行 高松支店）前の交差点から終点まで（通称・中町通り）は両側2車線（片側1車線）が確保されている。このうち、中町通りは対面通行区間ではなく、中央部に川が流れ、更に縁側に桜を植えた親水性の高い桜並木が続いている。これら以外の区間は1.5車線程度の幅員である。歩道は瀬戸町地内と中沼地内から高松病院口交差点までと、中町通りにそれぞれ設けられている。
高松病院口交差点から中町通りにかけて、道路中央部に地下水を水源とする消雪パイプが設置されている。沿道には県道番号標識は立てられていない。当県道内の警戒標識、デリニエーターには当県道番号のシールが貼付されている。

## 通称
- 中町通り（かほく市高松地内）

## 重複区間
- 石川県道59号高松津幡線（河北縦断道路）（かほく市中沼・中沼交差点 - 同市内高松・高松病院口交差点）

### バス路線
- かほく市営バス
  - 看護大学線（中町交差点 - 車庫前）
  - 瓜生・木窪線、野寺線（起点交点 - 八野 - 瀬戸町 - 夏栗橋詰、中町交差点 - 車庫前）

かつては国鉄バスも当県道を経由して、高松駅と宝達駅との間を結んでいた。

## 地理

### 通過する自治体
- 石川県
  - かほく市

### 交差する道路
- 国道471号（かほく市八野：起点）
- 国道159号（かほく市高松・高松庁舎前北交差点）
- 石川県道59号高松津幡線（河北縦断道路）（かほく市内高松・高松病院口交差点 - 同市中沼・中沼交差点）
- のと里山海道（石川県道60号金沢田鶴浜線）、石川県道162号高松内灘線（かほく市高松・県道高松交差点：終点）

### 周辺
- 大海川
- 遺跡公園 大海西山弥生の里
- かほく市大海交流センター
- かほく市立大海小学校
- カレーのチャンピオン かほく店
- かほく市高松老人福祉センター
- 石川県立高松病院
- 高松運動公園
  - 高松陸上競技場
  - 高松野球場
  - 高松運動公園 庭球場
  - 高松弓道場
  - かほく市アクロス高松
- JR七尾線 高松駅
- カジレーネ
- ショッピングセンターアイ
- かほく市高松庁舎（旧高松町役場）
- 下伊丹町商店街
- 北陸銀行 かほく支店
- かほく市たかまつまちかど交流館 - かほく市高松シルバー人材センター本所
- JA石川かほく 高松支店
- かほく市営バス車庫
- 額神社
- かほく市歴史公園
  - 口銭場之碑
  - 鶴彬句碑
- 石川県道路公社 高松除雪ステーション
- ヤマト運輸 石川高松宅急便センター